# Čemerno (Gacko, BiH)
Čemerno je naseljeno mjesto u općini Gacko, Republika Srpska, BiH.

## Stanovništvo

### 1991.
Nacionalni sastav stanovništva 1991. godine, bio je sljedeći:
ukupno: 63
- Srbi - 63 (100%)

### 2013.
Nacionalni sastav stanovništva 2013. godine, bio je sljedeći:
ukupno: 41
- Srbi - 41 (100%)

Na prethodnim popisima naselje je imalo: 80 (1981.), 101 (1971.) i 165 (1961.) stanovnika. Vidljiv je postupan pad broja stanovništva.